# À quelques secondes près
À quelques secondes près est un roman policier américain de Harlan Coben publié en 2012. C'est le deuxième roman de Harlan Coben dont le héros est Mickey Bolitar, neveu du personnage très connu, Myron Bolitar.
Le roman est traduit en français en 2013 par Cécile Arnaud.

## Résumé
Peu après les événements de À découvert, Mickey Bolitar cherche encore à comprendre ce qu'il a vécu. Sa rencontre avec la Femme Chauve-souris, le refuge Abeona, son amitié nouvelle avec Ema, Spoon et Rachel, etc. Alors qu'il pense se consacrer aux sélections pour l'équipe de basket du lycée, il apprend que Rachel, qu'il a contactée au téléphone la veille au soir, s'est fait tirer dessus chez elle et que sa mère a été abattue. 
Myron étant occupé à assurer la protection d'une actrice hollywoodienne de passage dans la ville, Mickey va réagir comme à son habitude : essayer de venir en aide à son amie, quels que soient le prix et la vérité qu'il va découvrir.

## Personnages
- Mickey Bolitar : le neveu de Myron Bolitar, qui l'héberge. Indépendant, forte tête, il a hérité du physique et du caractère de la famille.
- Arthur Spindel surnommé "Spoon" : le fils du concierge du lycée et le premier ami que se fait Mickey. Il demeure impassible en toutes circonstances et ponctue ses phrases d'anecdotes historiques sans rapport.
- Emma Beaumont surnommé "Ema" : une adolescente enrobée au look gothique qui lui vaut le rôle de bouc émissaire des brutes du lycée, jusqu'à ce que Mickey lui tende la main. C'est la fille de la célèbre actrice Angelica Wyatt.
- Rachel Caldwell : la plus belle fille du lycée, qui fait tourner toutes les têtes des adolescents.
- Myron Bolitar : ancien agent sportif, il héberge son neveu mais lui laisse une certaine liberté.
- Troy Taylor : ex-petit ami de Rachel, star du basket dans son lycée et grand rival de Mickey, il ne rate jamais une occasion de l'insulter.